# Bodil Thrane
Bodil Mariane Thrane (født 13. september 1943 i Haderup Sogn) er tidligere folketingsmedlem, valgt for Venstre i Sæbykredsen (Nordjyllands Amtskreds) fra 12. december 1990 til 20. november 2001.
Thrane er uddannet bankassistent. Hun startede den politiske karriere som formand for Sindal Venstrevælgerforening i 1979 og blev i 1981 valgt til Sindal Kommunalbestyrelse. Fra 1987-1991 var hun medlem af Venstres hovedbestyrelse; de sidste to år tilmed af hovedbestyrelsens forretningsudvalg. Hun blev først opstillet til Folketinget i Fjerritslevkredsen i 1985, men det var som Sæbykredsens kandidat, at hun opnåede valg i 1990.  
I Folketinget var hun bl.a. Venstres miljøordfører og kirkeordfører.
Bodil blev i 1964 gift med Egon Thrane. Efter ægtefællens død i 1996  forpagtede Bodil Thrane gården Teklaborg. 
I 2001 blev hun ridder af Dannebrog.